# Arte (MamboLosco)
Arte è il primo album in studio del rapper italiano MamboLosco, pubblicato il 12 settembre 2019 dalla Triplosette Entertainment e dalla Universal.

## Tracce
1. Faccio apposta – 2:06
2. Costa tanto (feat. Tony Effe) – 3:28
3. Benzina – 3:00
4. Colleziono banconote (feat. Pyrex) – 3:11
5. Di più – 2:22
6. Twerk (feat. Boro Boro) – 2:32
7. La Wave – 2:05
8. Mc Drive (feat. Shiva) – 3:08
9. Hijo de puta – 2:00
10. Arte – 2:45
11. IDGAF – 2:51
12. G-star (feat. Enzo Dong) – 3:23
13. No Cap – 2:34
14. Sugo (feat. Nashley) – 3:00
15. Lelly Kelly – 2:30
16. Guarda come flexo 2 – 2:58

## Classifiche
| Classifica (2019) | Posizione massima |
| ----------------- | ----------------- |
| Italia            | 3                 |